# Oberea quadricallosa
Oberea quadricallosa är en skalbaggsart som beskrevs av Leconte 1874. Oberea quadricallosa ingår i släktet Oberea och familjen långhorningar. Inga underarter finns listade i Catalogue of Life.